# Koninkrijk Iberië
Het Koninkrijk Iberië (Latijn: Hiberia of Iberia) was een oud Georgisch koninkrijk dat bestond van de 4e eeuw voor Christus tot de 5e eeuw na Christus.

## Ontstaan van het koninkrijk
Na het uiteenvallen van de rijken van de Scythen en de Cimmeriërs in de 7e eeuw v.Chr. ontstonden in het gebied van het huidige Georgië een aantal kleine staatjes. Uit deze kleine staatjes ontstond de staat Iberië. De staat lag ten noorden van het rijk van de Achaemeniden en ten zuiden van Colchis.

## Onder deParnavaziërs
Na de dood van Alexander de Grote en de val van zijn rijk, kwam een zekere Azo - die waarschijnlijk een Georgiër was uit Colchis - de troon opeisen. Hij veroverde het hele gebied en hij maakte van Mtscheta zijn hoofdplaats. Zijn beleid schijnt nogal bloeddorstig geweest te zijn, want hij moordde de hele Georgische koninklijke familie uit. De enige die hij niet wist te vermoorden was prins Parnavaz I, die later Azo vermoordde en zelf de nieuwe koning werd.
Nadat Parnavaz I een invasie had afgeslagen wist hij de omliggende gebieden, inclusief een deel van de staat Colchis te bemachtigen. Hij sloot een overeenkomst met de nieuwe staat van de Seleuciden in Syrië. Hierna richtte hij zich op de sociale veranderingen. Hij bouwde een citadel om de hoofdstad te verdedigen en hij bouwde ook een nieuw beeld voor de god Armazi. Hij hervormde het Georgische alfabet en hij creëerde een nieuw administratief systeem, waarmee hij het land indeelde in saeristavos. Zijn opvolgers wisten de controle te krijgen over de passen over de Kaukasus.
De tijd die op deze bloeitijd volgde was er een van oorlog, omdat er vele invasies waren vanuit Armenië en Colchis. Iberië verloor een aantal zuidelijke provincies aan Armenië en de gebieden die op Colchis waren veroverd werden onafhankelijke prinsdommen (sceptuchoi). In de tweede eeuw v.Chr. werd de laatste Pharnavasidische koning door zijn eigen volk afgezet omdat hij de Perzische godsdienst had aangenomen. De kroon werd gegeven aan de Armeniër Rev I die de Arsaciden-dynastie stichtte.

## Romeinse tijd
Door de sterke banden met Armenië, was het gebied rijp voor een invasie van het Romeinse Rijk en die invasie kwam in 65 v.Chr. De invasie werd geleid door Pompeius, die toen in oorlog was met Mithrades IV van Pontos en Armenië, maar de Romeinen wisten het gebied niet onder permanente controle te krijgen. Negentien jaar later, in 36 v.Chr. marcheerden de Romeinse troepen het gebied binnen om zo koning Parnavz II te dwingen om mee te doen aan een campagne tegen Kaukasisch Albanië.
Pas toen het Georgische koninkrijk Colchis een Romeinse provincie werd, accepteerde Iberië het Romeinse bestuur. Een inscriptie in Mtscheta vertelt over koning Mihdrat I (1e eeuw na Christus) en over de vrienden van de Caesars en de koning van de Romeinse Iberiërs. Keizer Vespasianus fortificeerde in 75 de oude plaats Mescheta voor de Iberische koningen.
Iberië kreeg weer wat zelfstandigheid terug door de zwakte van Armenië en door de strijd tussen het Romeinse leger en de Parthen. Ook de goede band met de Alanen hielp hen daarbij. Het lukte de Iberiërs zelfs in 130, na een opstand in de Parthische adel en met Romeinse toestemming, een deel van het Armeense gebied te bemachtigen. Koning Mirdat van Iberië maakte zijn zoon Mirdat koning van Armenië. Zijn broer Parsvan veroverde, toen hij koning geworden was, Armenië en stootte zijn broer van de troon. De situatie bleef zo, zelfs tijdens de Romeins-Parthische oorlogen.

## Tussen Rome en Perzië

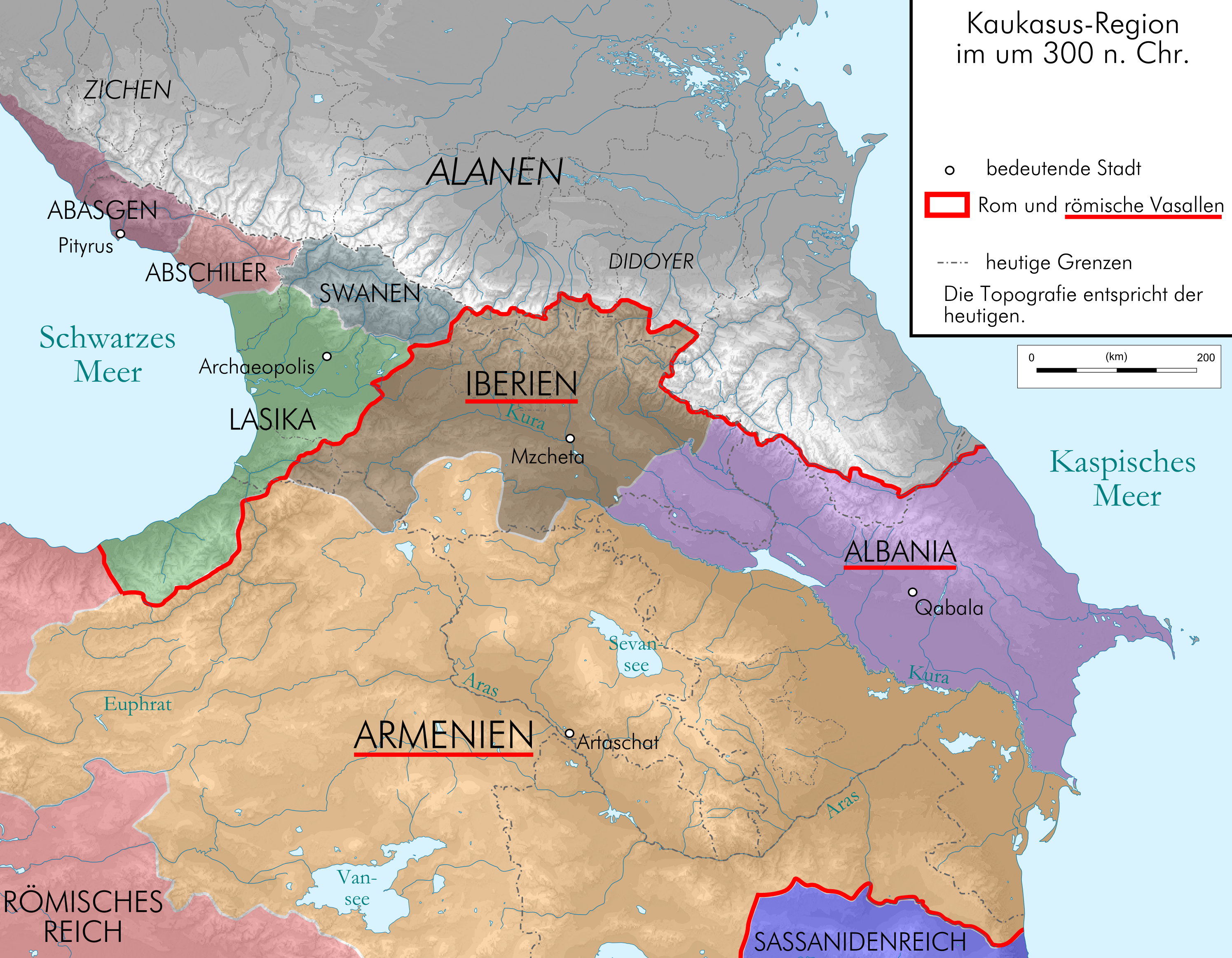
Kaukasisch Iberië ten tijde van de Romeinse Rijk rond 300

Door de val van het slecht geleide rijk van de Parthen en de opkomst van het sterk gecentraliseerde Sassanidenrijk veranderde de situatie. De Romeinen hadden steeds minder invloed in Iberië. Iberië werd onder de leiding van Shapur I een Perzisch gezinde staat. De relaties tussen de twee landen waren zo goed dat de Iberiërs meevochten in Perzische campagnes tegen het Romeinse Rijk. Amazasp III werd door de Perzen als een vriend gezien, die ze hielpen in zijn strijd tegen de Alanen. De vrede van Nisibis zorgde ervoor dat het Romeinse gezag hersteld werd. De Romeinen zetten Mirian III op de troon en hij werd de eerste christelijke koning van Iberië, omdat de koning en zijn edelen rond 317 gekerstend werden.
Nadat de Romeinse keizer Julianus Apostata door de Perzen in 363 tijdens zijn eerste campagne in Perzië verslagen werd, werd de Iberische koning Saoermag II afgezet en vervangen door Asparoeg II een Perzische vazal. Toen Saoermag met Romeinse steun weer terugkwam, leidde dat tot een deling van het land.
Dit werd door de vrede van Acilisene in 387 bezegeld. Parsman IV wist voor blijvende autonomie af te dwingen van en moesten de Perzen genoegen nemen met een tribuut. Perzië weigerde deze eis en de Sassaniden zetten een onderkoning (pitiaxae/bidaxae) om op hun vazal (de koning) te letten. In het gebied van Kvemo Kartli wist de onderkoning land aan zijn gebied toe te voegen. In de rest van Iberië hielden de onderkoningen veranderden zij hun gebied in een centrum voor Perzische invloed. De Sassaniden promoten in de vijfde eeuw de leerstellingen van Zarathustra en het Zoroastrisme werd de tweede officiële godsdienst in Iberië.
Vachtang I Gorgasali was eerst een Perzische vazal. Hij versloeg de Alanen en stelde zo de noordgrens veilig, daarna veroverde hij de westelijke en zuidelijke Georgische gebieden. Hij stichtte een autocefaal patriarchaat in Mtscheta en hij maakte van Tbilisi de hoofdstad.
Zijn bondgenootschap met de Byzantijnen zal tot een twintig jaar durende strijd met de Sassaniden leiden, de Iberische oorlog (526-532). Hij werd verslagen en gedood in 502 of 522.

## Val van het koninkrijk
De blijvende rivaliteit tussen Byzantium en Perzië over de suprematie over de Kaukasus en de onsuccesvolle pogingen om de Georgiërs onder een Georgische staat, hadden een tragisch resultaat voor het koninkrijk. De koning had nog weinig macht, terwijl het land bestuurd werd door de Perzen. Hormazd IV schafte de monarchie af na de dood van koning Bakoer III. Iberië werd een Perzische provincie die geleid werd door een marzban (gouverneur). De Georgische adel wendde zich tot de Byzantijnse keizer Mauricius en wilde dat hij het koninkrijk nieuw leven in zou blazen. In 582 tekende hij een overeenkomst met de Perzen dat Iberië gedeeld zou worden. Tbilisi kwam onder Perzisch gedrag en Mtscheta kwam onder Byzantijns gezag.
In de zevende eeuw kwam er een einde aan deze situatie. De Iberische vorst Stefanus I sloot zich aan bij de Perzen om alle Byzantijnse invloed uit het gebied te verjagen, maar de Byzantijnse keizer Herakleios wist door zijn aanvallen de Perzische en Iberische troepen te verslaan. Zo garandeerde hij de Byzantijnse overheersing in West en Oost Iberië en de dominantie over de Kaukasus tot de invasie van de Arabieren.